# ريبونوكليوسيد منقوص الأكسجين
الريبونوكليوسيدات منقوصة الأكسجين هي جزيئات كيموحيوية تتكون بواسطة ترابط قاعدة نيتروجينية وريبوز منقوص الأكسجين ، وهي نوع من النوكليوسيدات حين تتم فسفرتها تنتج مركبات تسمى ريبونوكليوتيدات منقوصة الأكسجين وهي أحد أنواع النوكليوتيدات..

## أمثلة
كل هذه الريبونيكليوسيدات هي من مكونات الحمض النووي الصبغي (دنا).
| Désoxyribonucléoside    |                         |         |                       |
| أدينوسين منقوص الأكسجين | غوانوسين منقوص الأكسجين | ثايمدين | سيتدين منقوص الأكسجين |